# Tibetyrus formicarius
Tibetyrus formicarius (лат.) — вид жуков-ощупников, единственный в составе рода Tibetyrus из подсемейства ощупники (Pselaphinae, Staphylinidae). Найдены в муравейнике.

## Распространение
Китай, Тибет (Тибетский автономный район, Xizang, Nyingchi), на высоте 3485 м.

## Описание
Мелкие жуки красновато-коричневого цвета, длина около 4 мм (от 3,5 до 3,7 мм). Усики 11-члениковые, с 3-сегментной булавой. Отличается вытянутыми и стебельчатыми в базальной части нижнечелюстными щупиками; скапус самцов длиннее чем второй и третий антенномер вместе взятые (у самок они равны); формой пронотума (он вытянутый, с наибольшей шириной в апикальной трети и с выпуклым диском); сильно редуцированными надкрыльями и общей потерей задних крыльев. 1-4-й тергиты брюшка (IV—VII) примерно равны по срединной длине. На первом тергите (IV) отсутствует срединный киль. Ноги с очень коротким первым члеником, но с вытянутыми вторым и третьим тарзомерами. Обнаружены в колонии муравьёв рода Formica.

## Систематика и этимология
Вид был впервые описан в 2020 году китайскими энтомологами по материалам из Китая и выделен в монотипический род Tibetyrus в составе трибы Tyrini. Род Tibetyrus сходен с родом Megatyrus Hlaváč & Nomura вытянутыми и стебельчатыми в базальной части нижнечелюстными щупиками.
Родовое название Tibetyrus происходит от сочетания слова Tibet (Тибет) и названия типового рода трибы Tyrini (Tyrus). Название вида T. formicarius дано по причине нахождения жуков вместе с муравьями.